# Ira Shor
Ira Shor (nascido em 2 de junho de 1945) é professor do City University of New York, onde leciona composição e retórica . Ele também é professor de doutorado no Programa de Doutorado em Língua Inglesa, no The Graduate Center, CUNY.
Shor tem um filho, Paulo Shor, a quem deu o nome em homenagem a sua principal influência, Paulo Freire .
Em colaboração com Paulo Freire, tem sido um dos principais expoentes da pedagogia crítica. Juntos, eles escreveram A Pedagogy for Liberation.

## Trabalhos
- Critical Teaching and Everyday Life (1980)
- Culture Wars:  School and Society in the Conservative Restoration (1986)
- A Pedagogy for Liberation, with Paulo Freire (1987)
- Freire for the Classroom: A Sourcebook for Liberatory Teaching (1987)
- Empowering Education (1992)
- When Students have Power: Negotiating Authority in a Critical Pedagogy (1996)
- Critical Literacy in Action (1999)
- Education is Politics (1999)